# Бюксёй (Вьенна)
Бюксёй (Buxeuil) — коммуна во французском департаменте Вьенна, в административном регионе Пуату-Шаранта, регион Новая Аквитания. Входит в состав округа Шательро, часть кантона Шательро-2. 

## География
Бюксёй находится приблизительно в 19 километрах северо-восточнее Шательро, на реке Крёз, образующей восточную границу коммуны. В непосредственной близости от Бюксёй лежат коммуны Декарт — на севере и востоке, Абийи на юго-востоке, Сен-Реми-сюр-Крёз на юге и Лез-Орм на западе.

## Достопримечательности
- Замок Ла-Рош-Амнон, построенный в XVIII столетии, внесён в 2004 году в список исторических памятников Франции.